# USS Minneapolis (CA-36)
O USS Minneapolis foi um cruzador pesado operado pela Marinha dos Estados Unidos e a terceira embarcação da Classe New Orleans, depois do USS New Orleans e USS Astoria, e seguido pelo USS Tuscaloosa, USS San Francisco, USS Quincy e USS Vincennes. Sua construção começou em junho de 1931 no Estaleiro Naval da Filadélfia e foi lançado ao mar em setembro de 1933, sendo comissionado na frota norte-americana em maio do ano seguinte. Era armado com uma bateria principal composta por nove canhões de 203 milímetros montados em três torres de artilharia triplas, tinha um deslocamento de mais de doze mil toneladas e alcançava uma velocidade máxima de 32 nós.
O Minneapolis teve uma carreira relativamente tranquila durante seus primeiros anos de serviço, ocupando a maior parte de seu tempo com treinamentos e exercícios de rotina junto com o resto da frota. Atuou principalmente no Oceano Pacífico, primeiro a partir da Califórnia e depois do Havaí. Os Estados Unidos entraram na Segunda Guerra Mundial no final de 1941 e o cruzador foi colocado para servir de escolta para porta-aviões, desempenhando esta função nas Batalhas do Mar de Coral e Midway. Em seguida atuou na Campanha de Guadalcanal, participando no final de novembro da Batatalha de Tassafaronga. Nesta foi seriamente danificado depois de ser torpedeado duas vezes.
Ficou sob reparos até agosto de 1943, retornando para a ação e participando pelos anos seguintes de diferentes ações e operações das Campanha das Ilhas Gilbert e Marshall, Nova Guiné, Ilhas Marianas e Palau, Filipinas e Ilhas Vulcano e Ryūkyū, incluindo as Batalhas do Mar das Filipinias, Guam, Golfo de Leyte e Okinawa. A guerra terminou em agosto de 1945 e no mês seguinte o Minneapolis aceitou a rendição das forças japonesas na Coreia. Depois disso deu cobertura para desembarques na China e então transportou soldados de volta para casa. Foi descomissionado em fevereiro de 1947 e mantido inativo na Frota de Reserva até ser descartado em 1959 e enviado para desmontagem.